# عمر حسن يوسف
عمر حسن يوسف (مواليد 19 أغسطس 1980)، هو ممثل مصري.

## عن حياته
وُلد لعائلة فنية، فوالده الفنان حسن يوسف ووالدته الفنانة شمس البارودي، شارك في أول ادواره في فيلم شارع 18 وحقق نجاحا متوسطاً، أهله للاشتراك في أعمال أخرى.

## أعماله

### الأفلام
- هز وسط البلد: 2014
- زجزاج : 2015
- حفلة منتصف الليل: 2012
- بنتين من مصر: 2010
- تلك الأيام: 2010
- قاطع شحن: 2010
- شارع 18: 2008

### المسلسلات التليفزيونية
- بالحجم العائلي (2018)
- جراب حواء (2016)
- الاسطورة (2016)
- فرق توقيت(2014)
- مسألة كرامة (2011)
- أنا قلبي دليلي (2009)
- المحطة اكشن نيوز (2008)
- العارف بالله (2008)
- المماليك.

## روابط خارجية
- عمر حسن يوسف على موقع الدهليز
- عمر حسن يوسف على موقع قاعدة بيانات الأفلام العربية